# چارلز آرانگیز
چارلز ماریانو آرانگیز سندووال (اسپانیایی: Charles Mariano Aránguiz Sandoval‎؛ زاده ۱۷ آوریل ۱۹۸۹) یک بازیکن فوتبال اهل شیلی است.